# NGC 1251
NGC 1251 é uma estrela dupla na direção da constelação de Cetus. O objeto foi descoberto pelo astrônomo Sydney Coolidge em 1860, usando um telescópio refrator com abertura de 15 polegadas. 